# Denis Kolodin
Denis Aleksejevič Kolodin (rus. Денис Алексеевич Колодин) (Kamišin, 11. siječnja 1982.) je ruski umirovljeni nogometaš i bivši nacionalni reprezentativac. Igrao je na poziciji braniča te je skoro cijelu klupsku karijeru proveo u domovini.

## Karijera
Denis Kolodin nogomet je počeo igrati u volgogradskoj Olimpiji dok je najveći trag ostavio u moskovskom Dinamu u kojem je proveo osam godina te odigrao preko 130 prvenstvenih utakmica.
S ruskom reprezentacijom je nastupao na EURU 2008. te je ondje bio standardan igrač u sve tri utakmice skupine protiv Španjolske, Grčke i Švedske. U četvrtfinalnom susretu protiv Nizozemske zaradio je žuti karton dok je kontroverznom ostala odluka kojom mu je sudac poništio drugi žuti karton (a time i isključenje) nakon konzultacija s drugim sucima.

## Vanjske poveznice
- National Football Teams.com